# Барњано (Бреша)
Барњано је насеље у Италији у округу Бреша, региону Ломбардија.
Према процени из 2011. у насељу је живело 502 становника. Насеље се налази на надморској висини од 89 м.